# Тем временем. Смыслы
«Тем временем. Смыслы» (до 19 июня 2018 года — Тем временем) — итоговая информационно-аналитическая программа телеканала «Россия-Культура», посвященная основным культурным событиям недели, а также политическим и экономическим темам, затрагивающим интересы культуры. Выходила с 10 декабря 2000 года, начиная с сезона 2004/2005 года — выходила в формате ток-шоу. Автор и ведущий программы — Александр Архангельский (с 21 апреля 2002 года).
С марта по июнь 2020 года передачи (как и почти всех программ) не было в эфире телеканала. Впоследствии, в июле-августе 2020 года были показаны последние отснятые ранее три выпуска под заголовками «Именем революции», «Изо-Музо» и «Ответ без вопроса?», после чего 7 сентября 2020 года Александр Архангельский на своей странице в Facebook сообщил о закрытии программы. Причин закрытия программы ведущему не сообщили, но по его предположению: «ушёл весь таймслот, связанный с общественными программами. Я не вижу в сетке ни программы [Михаила] Швыдкого, ни программы [Виктора] Третьякова. Наверное, это всё-таки закрытие некой тематической ниши и переход на другую тематическую нишу».

## Награды и номинации

### Награды
- 12 ноября 2007 года — приз IV Всероссийского конкурса работников СМИ «Как слово наше отзовется». Номинация — «За небанальное освещение проблем русского языка».

### Номинации
- В 2004, 2005, 2006 и 2007 годах передача выдвигалась на соискание премии ТЭФИ в номинации «Информационно-аналитическая программа». В 2006 году вошла в число финалистов премии.
- Автор и ведущий программы Александр Архангельский — вошёл в число финалистов премии ТЭФИ-2006 в номинации «Ведущий информационно-аналитической программы».